# Saint-Jean-de-Buèges
Saint-Jean-de-Buèges település Franciaországban, Hérault megyében. Lakosainak száma 211 fő (2022. január 1.). Saint-Jean-de-Buèges Rogues, Causse-de-la-Selle, Gorniès, Pégairolles-de-Buèges, Saint-André-de-Buèges és Saint-Maurice-Navacelles községekkel határos.

## Népesség
A település népessége az elmúlt években az alábbi módon változott:
| Lakosok száma | 115  | 125  | 124  | 168  | 199  | 190  | 197  | 210  | 208  | 211  |
|               | 1968 | 1982 | 1990 | 2006 | 2013 | 2015 | 2017 | 2019 | 2020 | 2022 |